# 海德曼灣
68°35′S 77°58′E / 68.583°S 77.967°E
海德曼灣是南極洲的海灣，位於伊麗莎白公主地，處於布雷德內斯半島末端，長2公里，該海灣根據挪威探險隊拍攝的空中照片被繪入地圖。